# Techelsberg am Wörther See
Techelsberg am Wörther See är en kommun i Österrike. Den ligger i distriktet Klagenfurt-Land i förbundslandet Kärnten, i den centrala delen av landet, 250 km sydväst om huvudstaden Wien. Kommunens administrativa huvudort är St. Martin am Techelsberg.
Kommunen består av 17 orter (Ortschaften) (inom parentes invånarantal 1 januari 2024):

- Arndorf (182)
- Ebenfeld (32)
- Greilitz (53)
- Hadanig (69)
- Karl (38)
- Pavor (52)
- Pernach (68)
- Saag (62)
- Schwarzendorf (93)
- Sekull (399)
- St. Bartlmä (225)
- St. Martin am Techelsberg (221)
- Tibitsch (194)
- Trabenig (45)
- Trieblach (131)
- Töpriach (106)
- Töschling (256)